# Dieser Traum darf niemals sterben
Dieser Traum darf niemals sterben ("Este sonho nunca morrerá") foi a entrada alemã no Festival Eurovisão da Canção 1991 interpretada em alemão por Atlantis 2000. A canção foi nomeada representante alemã por voto.
A canção foi a 17ª a ser apresentada na noite do Festival (depois da cantora finlandesa Kaija interpretar "Hullu yö" e antes da banda belga Clouseau interpretar "Get het op". No final da votação recebeu 10 pontos ficando em 18º lugar, entre  22 participantes.
A canção é uma balada dramática, com a banda cantando que a sociedade deve parar de se odiar e viver em harmonia. "This dream (Este sonho)", cantam, "Nunca deve morrer".
A canção que a sucedeu como representante alemã em 1992 foi "Träume sind für alle da" interpretada pela banda Wind.